# Lisi Linder
Lisi Linder (Cadis, 15 d'abril de 1984) és una actriu espanyola coneguda en la pantalla petita principalment pel seu paper com Agneska a Mar de plástico. El 2020, el seu paper de Monica Ramala a El Oasis.Vis a vis li ha valgut gran reconeixement.

## Biografia
Lisi Linder va néixer a Cadis en 1984, de pare espanyol i mare austríaca. Als 18 anys va marxar a Sevilla per a estudiar Comunicació Audiovisual i, posteriorment, Art Dramàtic a Madrid.
Va interpretar un petit paper en Gran Hotel, sèrie que es va prolongar durant tres temporades fins a concloure en el primer trimestre de l'any 2013.
També en 2015 es va estrenar la sèrie Mar de plástico a Antena 3 de la qual és protagonista amb el personatge d'Agneska Spassy. Per aquest paper fou nominada al Premi Unión de Actores a la millor actriu de repartiment de televisió.
En 2017 l'actriu participa en la sèrie diària de sobretaula Servir y proteger, emesa a Televisión Española. El 2018 forma part del repartiment principal de La víctima número 8. En 2020 interpreta a Mónica Ramala a Vis a vis: El oasis.

## Filmografia
Televisió:
| Sèries de Televisió | Sèries de Televisió | Sèries de Televisió | Sèries de Televisió | Sèries de Televisió |
| Any                 | Títol               | Paper               | Cadena              | Notes               |
| ------------------- | ------------------- | ------------------- | ------------------- | ------------------- |
| 2013                | Gran Hotel          | Noia 2              | Antena 3            | 1 capítol           |
| 2015 - 2016         | Mar de plástico     | Agneska Spassy      | Antena 3            | 16 capítols         |
| 2017                | Servir y proteger   | Sofiya Volkova      | La 1                | 10 capítols         |
| 2018                | La víctima número 8 | Almudena Ortiz      | Telemadrid / ETB 2  | 8 capítols          |
| 2020                | Vis a vis: El oasis | Mónica Ramala       | FOX España          | 6 capítols          |

### Cinema
| Pel·lícules | Pel·lícules           | Pel·lícules   | Pel·lícules     |
| Any         | Títol                 | Paper         | Notes           |
| ----------- | --------------------- | ------------- | --------------- |
| 2014        | Historias de Lavapiés | Joana         | Paper secundari |
| 2015        | Maldita venganza      | Roulette Girl | Paper secundari |